# Кокмейер, Нильс
Нильс Кокмейер (нидерл. Niels Kokmeijer; род. 30 декабря 1977, Эйтгест, Северная Голландия) — голландский футболист, игравший на позиции нападающего; позже — тренер сборной Нидерландов по пляжному футболу.

## Биография
Родился 30 декабря 1977 года в Эйтгесте, Северная Голландия.
В футболе играл нападающим, дебютировав на профессиональном уровне в составе команды «Волендам» в сезоне 1998—1999. Затем выступал за футбольные клубы «Херенвен» (2001—2003), «Харлем» (2003—2004) и «Гоу Эхед Иглз» (2004).
В своем первом и единственном сезоне в «Гоу Эхед Иглз» Кокмейер 17 декабря 2004 года был серьёзно травмирован соперником — Рашидом Буаузаном, игравшим за «Спарту» из Роттердама. Нильсу сломали ногу, и он был вынужден уйти из профессионального футбола. «Спарта» дисквалифицировала Буаузана на оставшуюся часть сезона, что превысило дисквалификацию на 10 матчей, назначенную ему Королевским футбольным союзом Нидерландов. Нильс Кокмейер подал на него в суд за нанесение побоев, и Буаузан был приговорен к шести месяцам тюремного заключения условно, что стало уникальным событием в истории голландского футбола.
На этом окончилась карьера Кокмейера как футболиста, который провёл 97 матчей и забил 27 голов. Он продолжил спортивную карьеру в качестве тренера сборной Нидерландов по пляжному футболу.